# Ololygon skuki
Espèce
Synonymes
- Scinax skuki Lima, Cruz & Azevedo, 2011

Ololygon skuki est une espèce d'amphibiens de la famille des Hylidae.

## Répartition
Cette espèce est endémique d'Alagoas au Brésil. Elle se rencontre dans la municipalité de Maceió.

## Description
Le mâle holotype mesure 15,8 mm, les mâles mesurent de 14,6 à 17,1 mm et les femelles de 20,0 à 24,2 mm

## Étymologie
Cette espèce est nommée en l'honneur de Gabriel Omar Skuk Sugliano.

## Publication originale
- Lima, Cruz & Azevedo, 2011 : A new species belonging to the Scinax catharinae group from the state of Alagoas, northeastern Brazil (Amphibia, Anura, Hylidae). Boletim do Museu Nacional, Nova Serie, Zoologia, Rio de Janeiro, vol. 529, p. 1–12.